# Market Place by Jasons
Market Place by Jasons（現正逐步更名為Market Place）是一家在香港、新加坡、北京的高檔次連鎖超市。該超市屬於怡和洋行属下DFI零售集團，亦是惠康超市、前Jasons Market Place、前Jasons Ichiba及3hreeSixty的姐妹公司。

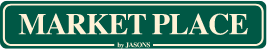
舊Market Place by Jasons商標，於2020年起已經沒有再被新分店使用，翻新後的分店亦停用此商標。

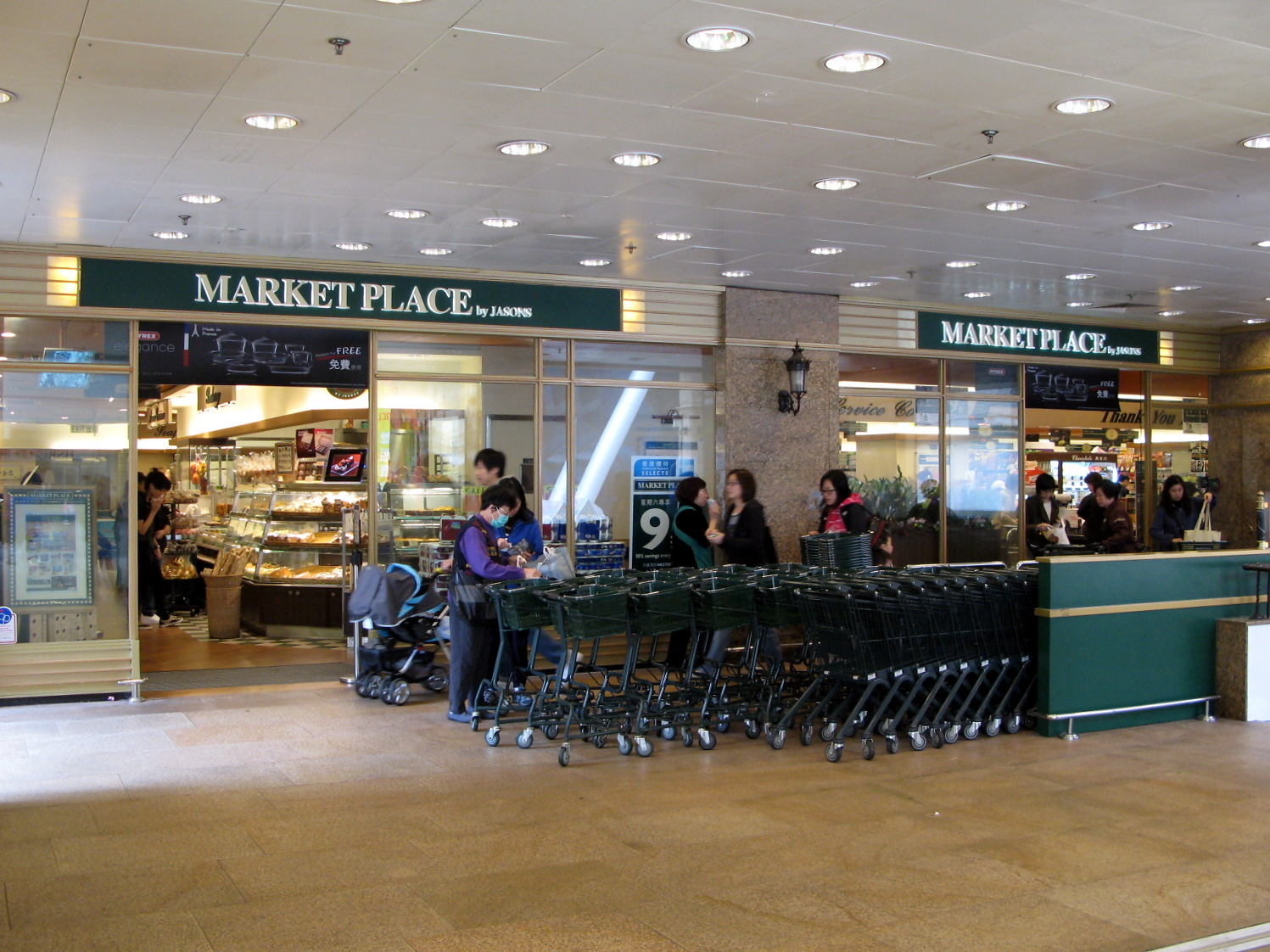
Market Place by Jasons於德福廣場分店

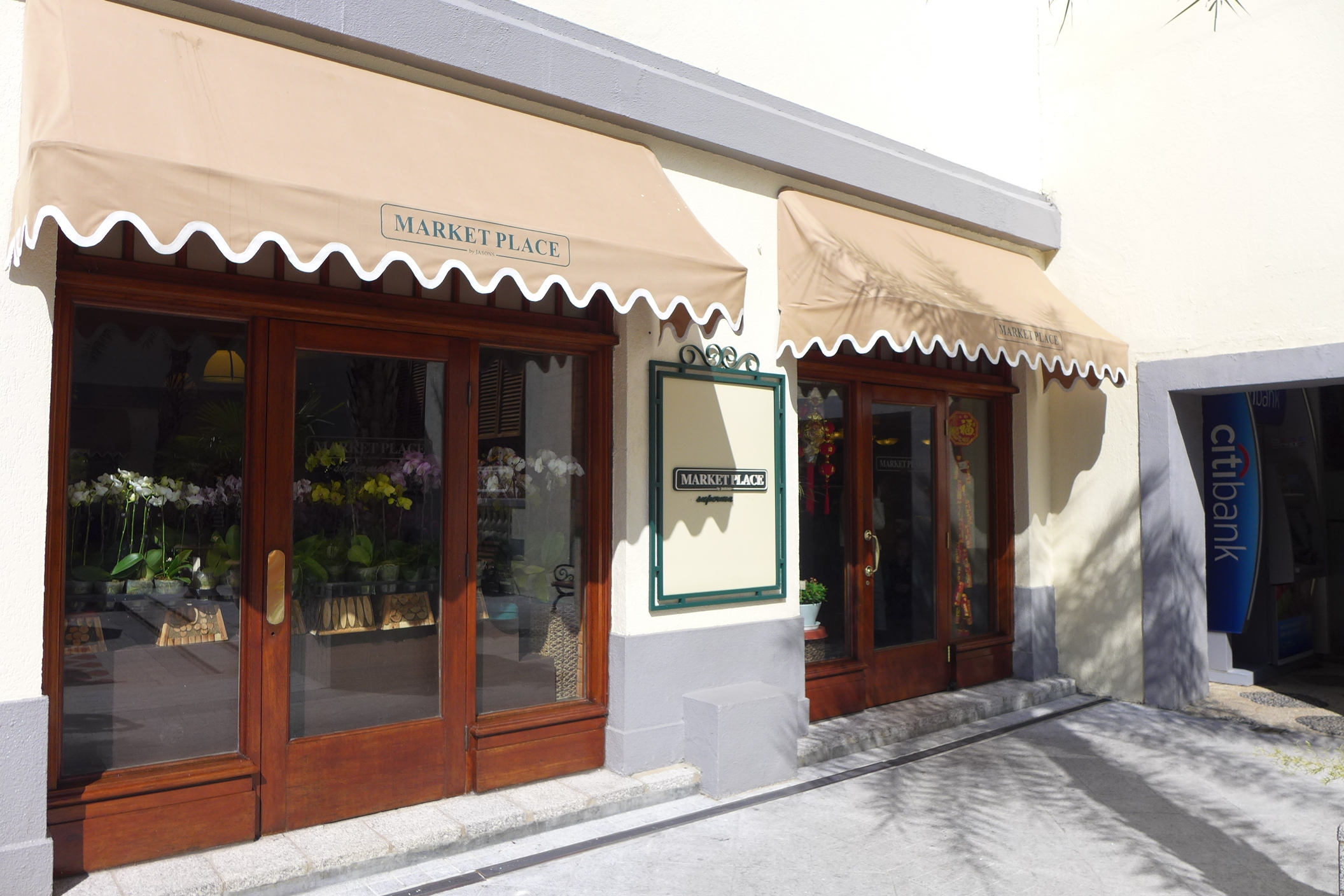
Market Place by Jasons於淺水灣影灣園分店

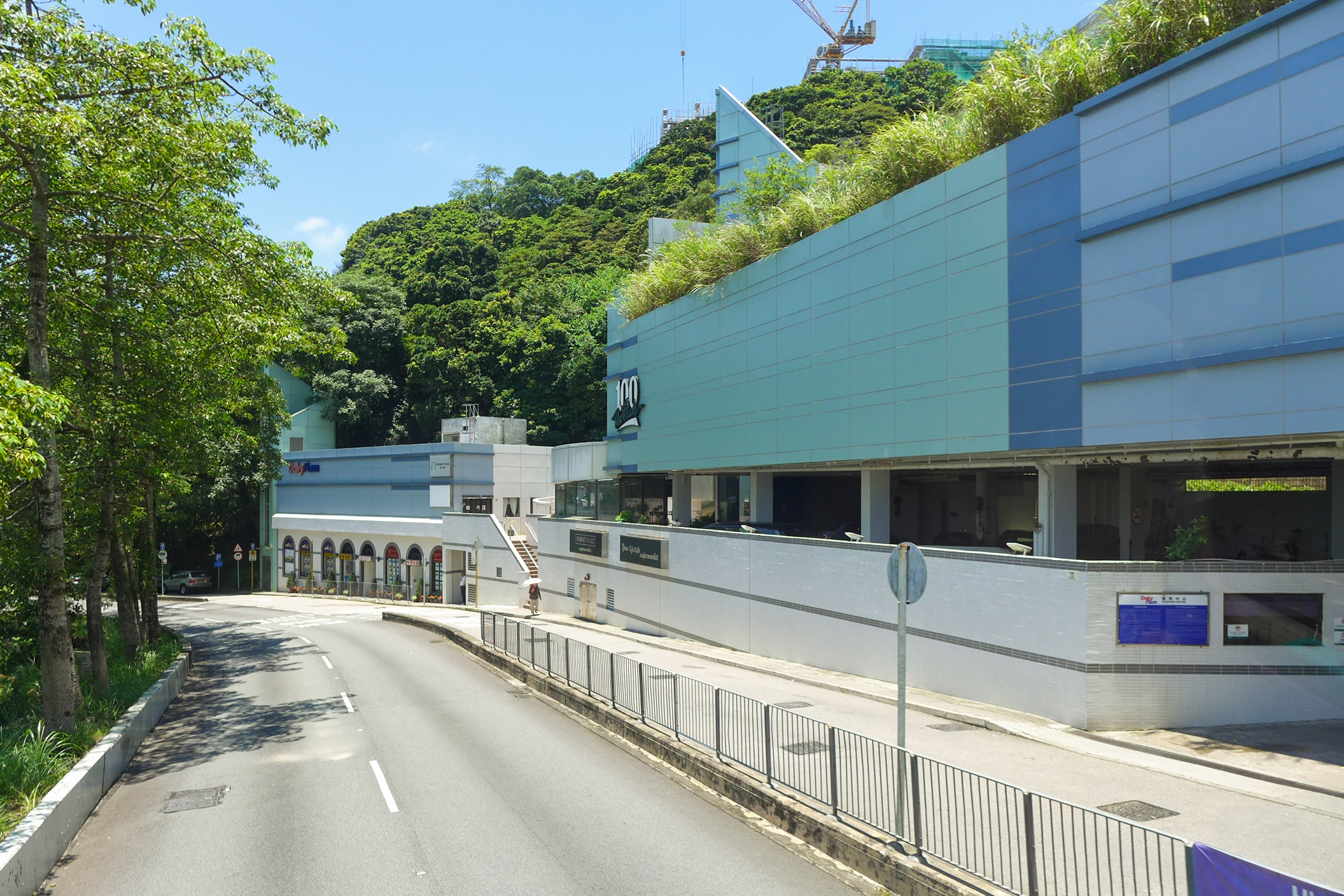
Market Place by Jasons於太平山頂牛奶公司購物中心分店

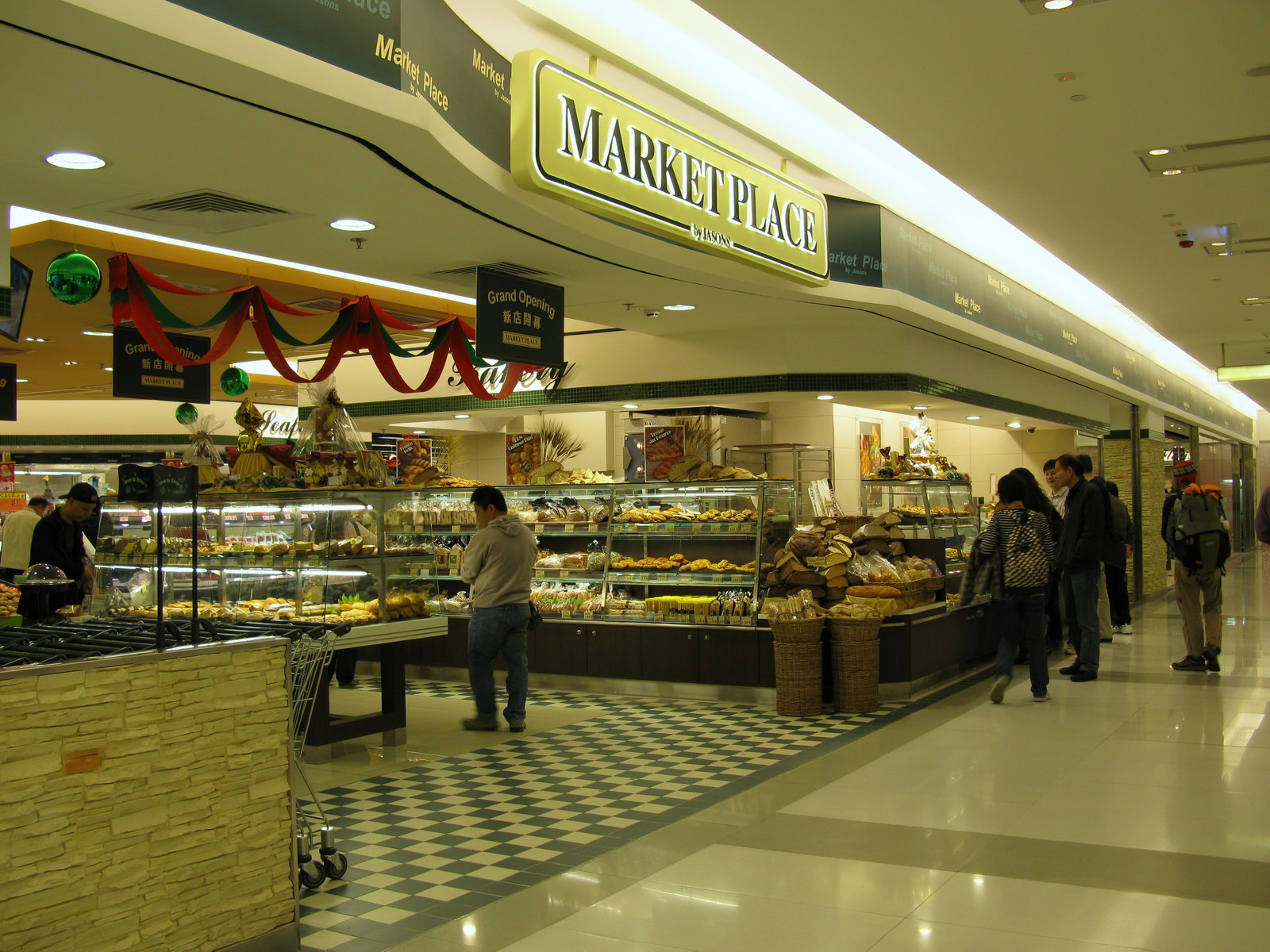
K11分店

## 向外擴展
早於1975年，牛奶公司在新加坡以Jasons Market Place品牌開業。早期專售外地進口特產，針對當地外籍人士市場，至今已經有20多間分店。至2003年，Jason's Market Place 向台灣進發，先後在台北101、大葉高島屋、林口三井Outlet、新竹巨城、豐原太平洋、臺中中友百貨、屏東太平洋等地開設分店。
2007年，牛奶公司以Market Place by Jasons名義在香港開幕，其中於同年開業的九龍灣德福廣場分店更由著名日本設計師新田昭三設計。
2017年5月，專售英國品牌Sainsbury's200多款產品，包括經典英式餅乾、咖啡、果醬、100%果汁、急凍蔬菜，以至美味小食及健康穀物食品等。
2020年6月2日，台灣惠康股份有限公司宣佈將全台224間超市分店（199間頂好超市及25間Jasons Market Place）股權全數販售給家樂福集團，Jasons Market Place 將以家樂福頂級超市品牌Mia C'bon經營。
2020年起，Jasons Food and Living及Jasons Ichiba的分店改為以「Market Place」名稱經營，其後以中高檔路線營運的新分店或被翻新的分店都改為以「Market Place」經營，「Market Place by Jasons」的名稱已經逐步被取代。

## 銷售與競爭
Market Place by Jasons走中至高檔連鎖超級市場的路線，全部分店也坐落於上層至上層中產階級住宅區，其主要對手有Gourmet、Taste、fusion by PARKnSHOP及U購Select等。

## 香港分店
香港共有42間分店。首間分店於2007年6月在渣甸山白建時道開幕。
粗體為以「Market Place」名稱營運的分店

### 香港島

#### 中西區
- 西營盤第一街8號縉城峰2樓8號舖，於2011年11月4日開幕
- 上環皇后大道中270-276號中央大廈地下A號舖，於2016年9月9日開幕（前惠康超級市場）
- 中環康樂廣場1號怡和大廈一樓101-109及120號舖，於2014年12月19日開幕
- 中環德輔道中77號盈置大廈地庫全層，於2009年2月20日開幕
- 半山西摩台1號地下及地庫，於2016年8月26日開幕（前惠康超級市場）
- 半山梅道12號嘉富麗園地庫，於2012年11月開幕（前惠康超級市場）
- 太平山山頂道100及104號牛奶公司購物中心（前惠康超級市場），佔地9,000平方呎

#### 灣仔區
- 跑馬地黃泥涌道1號永光苑地下及二樓，於2014年9月5日開幕
- 渣甸山白建時道5號一樓（前惠康超級市場），佔地10,000平方呎
- 銅鑼灣天后廟道4號地下A室，於2015年12月開幕（前惠康超級市場，24小時營業）
- 銅鑼灣渣甸坊京華中心地庫，於2022年10月21日開幕，佔地7,000平方呎，月租約60萬元。[9]

#### 東區
- 寶馬山雲景道33號牛奶公司購物中心一樓（前惠康超級市場）

#### 南區
- 淺水灣淺水灣道109號淺水灣購物中心G128號舖 （前惠康超級市場）

### 九龍

#### 油尖旺區

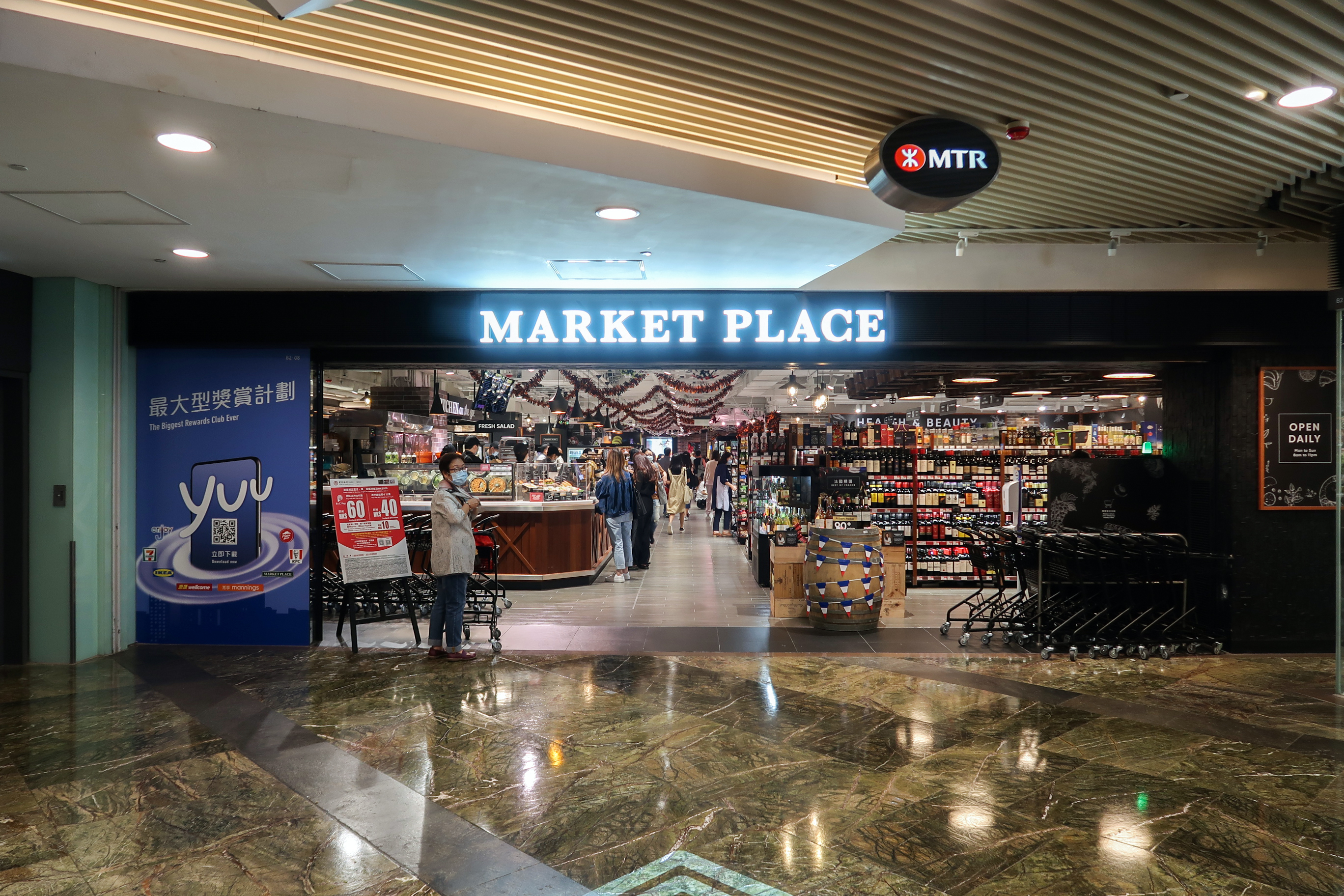
旺角朗豪坊分店在2020年6月再次翻新後，改名為Market Place

- 旺角朗豪坊分店在2020年6月再次翻新後，改名為Market Place旺角亞皆老街8號朗豪坊地庫B2 8號舖，於2007年12月7日開幕，2020年6月翻新
- 旺角海庭道18號奧海城二期地下G1及G10號鋪，於2017年12月開幕，佔地26,000平方呎（前身為Taste）。
- 大角咀海輝道11號奧海城一期G02-03號舖，佔地約4,000平方呎，於2013年9月6日開幕
- 尖沙咀柯士甸道140-142號瑞信集團大廈地下，於2008年9月開幕
- 尖沙咀河內道18號K11地庫一樓B111-B121舖，於2009年12月10日開幕
- 尖沙咀廣東道33號中港城一樓27號鋪，於2013年9月13日開幕
- 尖沙咀彌敦道63號國際廣場LG08-13號舖，於2010年2月5日開幕
- 尖沙咀梳士巴利道18號維港文化匯K11 MUSEA B2層B201-01A鋪，於2019年8月26日開幕

#### 九龍城區
- 牛津道5號，於2012年11月16日開幕（前惠康超級市場）
- 何文田何文田廣場3樓305號鋪，於2017年7月7日開幕（前華潤萬家超級廣場）

#### 黃大仙區
- 黃大仙睦鄰街八號現崇山商場二樓二號鋪，於2012年11月16日開幕，佔地約6000平方呎

#### 觀塘區
- 九龍灣德福廣場一期平台P27號舖，於2007年8月17日開幕（前百佳超級廣場）

### 新界

#### 元朗區
- 元朗公庵路68號溱柏地下E鋪，佔地約8500平方呎，於2015年5月3日開幕
- 錦田映河路1號爾巒商場地下2號舖，於2014年12月1日開幕

#### 屯門區
- 屯門香港黃金海岸商場S1&R7號舖（前惠康超級市場）

#### 荃灣區
- 荃灣青山公路388號中國染廠大廈1樓 101-102號舖，於2017年8月4日開幕

#### 沙田區
- 火炭樂景街28號御龍山103舖，於2010年7月2日開幕
- 馬鞍山鞍祿街18號新港城中心3樓3201至3203號舖，於2017年11月10日開幕（前千色百貨部分）
- 馬鞍山烏溪沙路8號迎海薈地下1號舖，於2014年5月30日開幕
- 大圍車公廟路18號圍方，於2023年7月22日開幕，佔地23,000平方呎，為全港最大。分店同時設最大的咖啡專區和設置威士忌酒櫃。[10]

#### 大埔區
- 大埔安慈路2號八號花園地下9-10號鋪，於2016年7月22日開幕（前惠康超級市場）
- 大埔科進路21號逸瓏坊地下低層16號鋪，於2015年11月27日開幕

#### 西貢區
- 將軍澳唐俊街9號PopCorn 2地下G51號商舖，於2013年1月11日開幕
- 將軍澳唐德街9號將軍澳中心地庫1樓B10A號鋪（前惠康超級市場，後改為Jasons Ichiba，再於2023年改為Market Place）
- 清水灣清水灣地段253號牛奶公司購物商場地（前惠康超級市場）
- 西貢蠔涌地段西貢公路380號匡湖居購物中心 A1至A10號，於2016年12月16日開幕（前惠康超級市場）

#### 離島區
- 東涌迎康街1號昇薈商場1樓11號鋪，於2016年7月15日開幕
- 東涌海濱路12號藍天海岸商場地下12號舖（前惠康超級市場）
- 東涌富東邨富東廣場1樓107號，於2017年11月10日開幕（前惠康超級市場）
- 愉景灣海澄湖畔路92號愉景北商場地下G11號舖，於2021年10月開幕（前惠康超級市場）

## 中国分店

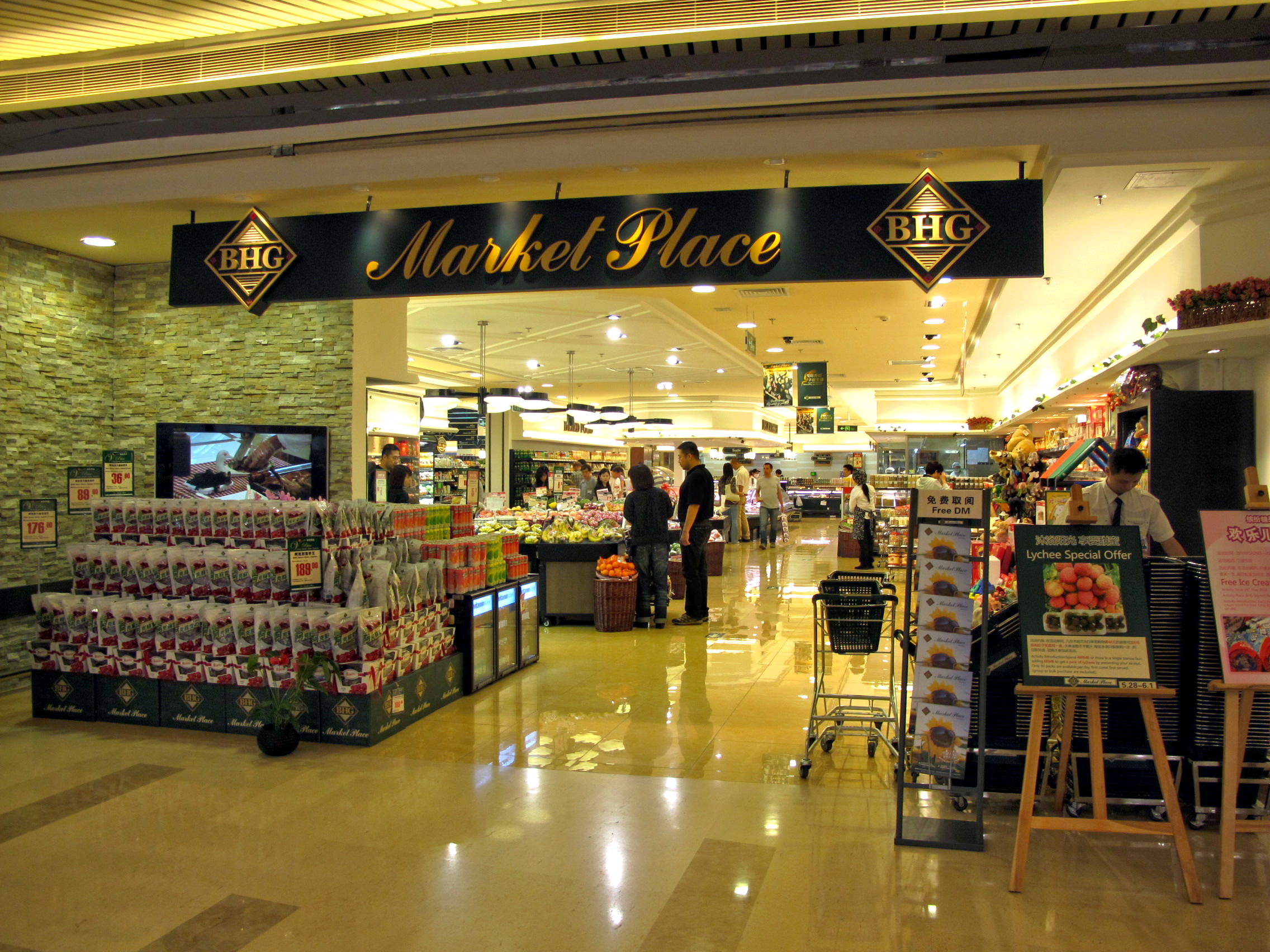
中國大陸北京三里屯Village分店

中国大陆分店由中国怡和与北京華聯共同经营（北京怡和有限公司），旗下分店命名為北京華聯高級食品超市（BHG Market Place）。现在以下地点拥有分店：
北京市
- 五道口
- 大望路北京SKP
- 三里屯Village
- 蓝色港湾
- 颐堤港

## 貨品
- 新鮮熟食（旺角朗豪坊除外）
- 亞洲熟食（旺角朗豪坊除外）
- 麵包（香港地區由美心西餅主理）
- 燒味（香港地區由美心主理；旺角朗豪坊除外）
- 壽司（由東京築地中島水產主理）
- 肉品
- 魚類
- 各式飲品
- 酒類
- 有機蔬果
- 自助散賣乾果
- 全球各地進口雜貨
- 生活百貨

## 外部連結
- Market Place Delivers 網上品味超市 （页面存档备份，存于）（繁體中文）（英文）
  - Market Place by Jasons的Facebook專頁